# Kilopower
Kilopower (також KRUSTY — Kilopower Reactor Using Stirling TechnologY) — проєкт НАСА зі створення ядерного реактора для космічних апаратів. Проєкт був започаткований у жовтні 2015 року.Реактори Kilopower матимуть різну потужність — від 1 до 10 кВт електроенергії, яку вироблятимуть впродовж 10 років і більше.

## Історія розробки
У вересні 2017 року був створений зразок реактора для проведення тестів. Реактор має потужність 1 кВт і заввишки 1,9 м. Прототип Kilopower використовує Уран-235. Для відведення тепла використовуються натрієві теплові трубки з конвертацією тепла в електроенергію за допомогою двигуна Стірлінга. Тестування розпочались у листопаді 2017 року і продовжуються у 2018 році.
У березні 2018 року дослідницька група провела випробування, під час яких реактор Kilopower працював на повній потужності протягом 20 годин. Задіяний у випробуваннях реактор ще не призначений для запуску в космос, проте, його випробування проводилися в умовах, які максимально близько наближені до реальних умов в космосі.